# Крістоф Ветфельдт
Крістоф Ветфельдт (нім. Christoph Wietfeldt; нар. 19 квітня 1978, Штральзунд, НДР) — колишній німецький хокеїст, нападник.

## Ігрова кар'єра
Професійну хокейну кар'єру розпочав 1997 року.
Протягом професійної клубної ігрової кар'єри, що тривала 11 років, захищав кольори команд «Кельнер Гайє», «Вайсвассер» та «Грізлі Адамс Вольфсбург».

## Статистика
|                  | Сезони | І   | Г  | П  | О  | ШХ  |
| ---------------- | ------ | --- | -- | -- | -- | --- |
| Регулярний сезон | 5      | 232 | 18 | 47 | 65 | 339 |
| Плей-оф          | 4      | 25  | 2  | 1  | 3  | 22  |